# Алмазян, Джо
Джо́зеф Майкл (Джо) Алмазя́н (англ. Joseph Michael (Joe) Almasian, арм. Ժոզէֆ Ալմասյան, 8 марта 1967, Фреймингхем, Массачусетс, США) — армянский бобслеист. Участник зимних Олимпийских игр 1994 года.

## Биография
Джо Алмазян родился 8 марта 1967 года в американском городе Фреймингхем в штате Массачусетс.
Занимался футболом и бегом в университете Нью-Гэмпшира.
В 1992 году вместе с другом Кеном Топаляном сформировал команду для участия в составе сборной Армении соревнованиях по бобслею на зимних Олимпийских играх в Лиллехаммере. Их вдохновителем стал бывший саночник Пол Варадян, знакомый с Алмазяном и Топаляном по Провиденсскому отделению Армянской федерации молодёжи. Они взяли боб напрокат, заплатив 1600 долларов.
С конца 1992 года Алмазян и Топалян по пятницам ездили в олимпийский тренировочный центр в Лейк-Плэсид, где занимались по выходным под руководством американского бобслеиста Джима Хики.
Разрешение выступать за Армению получили за две с половиной недели до старта Олимпиады. В соревнованиях двоек заняли 36-е место, показав по сумме четырёх заездов результат 3 минуты 39,81 секунды и уступив 9 секунд победителям Густаву Ведеру и Донату Аклину из Швейцарии.
По словам Алмазяна, он участвовал в Олимпиаде в память о своих дедушках и бабушках, которые в 1915 году бежали из Армении от турецкой резни.
После Олимпиады Алмазян и Топалян никогда не выступали в соревнованиях.

## Семья
Женат, есть трое детей.